# Distrito de Góra
Góra (polaco: powiat górowski) es un distrito del voivodato de Baja Silesia (Polonia) que fue constituido el 1 de enero de 1999 por la reforma del gobierno local polaco aprobada el año anterior. Limita con otros siete distritos: al noroeste con Wschowa, al norte con Leszno, al este con Rawicz, al sudeste con Trzebnica, al sur con Wołów, al suroeste con Lubin y al oeste con Głogów. Está dividido en cuatro municipios: dos urbano-rurales (Góra y Wąsosz) y dos rurales (Jemielno y Niechlów). En 2011, según la Oficina Central de Estadística polaca, el distrito tenía una superficie de 738,27 km² y una población de 36 256 habitantes.